# Bitwa pod Simancas
Bitwa pod Simancas – bitwa w 939 pod Simancas pomiędzy wojskami chrześcijańskiego króla Leónu Ramiro II i muzułmańskiego kalifa Kordoby Abd ar-Rahmana III w okresie rekonkwisty. Wynik bitwy zadecydował o panowaniu chrześcijan w rejonie Duero.

## Przebieg
W 934 wojska Abd ar-Rahmana III wtargnęły na północne tereny Półwyspu Iberyjskiego, organizując z pomocą miejscowego gubernatora Saragossy Abu Yahyi potężna armię Maurów. Kontrnatarcie koalicji wojsk królestwa Leónu, hrabiego Kastylii Fernána Gonzáleza oraz wojsk z Nawarry Garcíi Sáncheza I poprowadził Ramiro II. Zarówno źródła chrześcijańskie, jak i muzułmańskie mówią o zaćmieniu słońca, które miało miejsce w pierwszym dniu bitwy. Ostatecznie trwające dwa dni walki zakończyły się zwycięstwem armii chrześcijańskiej.